# We Are One (альбом U.D.O.)
We Are One (с англ. — «Мы едины») — совместный студийный альбом группы U.D.O. и симфонического оркестра вооружённых сил Германии, вышедший в 2020 году. Альбом был записан с новыми участниками группы басистом Тиленом Худрапом и гитаристом Фабианом Ди Даммерсом. Альбом содержит ранее не выпускавшийся материал; собственно, работа над альбомом велась в сотрудничестве с концертной группой оркестра, песни были сочинены и аранжированы с участием командира концертной группы подполковника Кристофа Шайблинга, в результате исполнителем альбома на обложке названы U.D.O. & Das Musikkorps der Bundeswehr. Сам Удо Диркшнайдер говорит: «Прежде всего, стоит отметить, что это не новый альбом U.D.O., это альбом U.D.O. с военным оркестром. […] И „We Are One“ — не типичный для U.D.O. альбом». В подготовке альбома также принимали участие бывшие участники Accept Штефан Кауфманн и Петер Балтес (сотрудничество с Балтесом произошло впервые за 15 лет), и кроме того, композиторы оркестра бундесвера Гвидо Реннерт и Александр Ройбер.

## Об альбоме
Идея записи такого альбома родилась в результате успешного сотрудничества в 2015 году Удо Диркшнайдера и симфонического оркестра вооружённых сил Германии, с которым U.D.O. в 2015 году выступил на фестивале Wacken Open Air, представляя концертный альбом Navy Metal Night (записанный с оркестром военно-морских сил Германии, впоследствии расформированным). Как отметил командир концертной группы подполковник Кристоф Шайблинг: «Главной темой тогда были метал, грязь и военная музыка, но это событие определённо пробудило желание работать вместе более интенсивно». Удо Диркшнайдер отметил, что в 2018 году они сделали более продолжительное шоу, которое пользовалось большим успехом: «Там было 40 % фанатов метала, а остальные были фанатами оркестра, и там были даже такие пожилые люди, как я. И атмосфера была что-то с чем-то»
Альбом готовился на протяжении почти целого года. Группа представила классическим музыкантам около 30 набросков песен, из которых оркестром были отобраны 13-14 подходящих. После этого музыканты оркестра аранжировали отобранные песни, а затем, по словам Диркшнайдера, началась обычная работа над записью: что-то добавить, что-то убрать, изменить тональность. Штефан Кауфманн изначально собирался участвовать в записи, а Петер Балтес, встретившись и поговорив с Диркшанайдером впервые с 2005 года, сам изъявил желание поработать над альбомом. По словам Диркшнайдера, авторство песен разделилось примерно 50/50, половина была написана группой, половина (Pandemonium, Rebel Town, Neon Diamond, Love and Sin и Children of the World) принадлежат Кауфманну и Балтесу. Четыре инструментальные композиции были написаны композиторами Гвидо Реннертом и Александром Ройбером.
В записи альбома принимала участие певица Манэула Маркович, ранее неоднократно выступавшая с оркестром.
Альбом носит концептуальный характер и повествует о накопившихся проблемах человечества: «критическое отражение мира, в котором мы все оставляем свой след, и в котором мы все должны проявить ответственность»; так, песня Future is the Reason Why повествует о климатических изменениях, песни Live or Die, Fridays for Future, Children of the World посвящены проблемам беженцев, Mother Earth — загрязнению окружающей среды, а песня Pandemonium чётко обозначает позицию против правых сил.
Удо Диркшнайдер сказал:
Мы все живём на этой планете. Неважно, кто мы или что мы делаем, у нас просто есть только эта единственная планета. Нет планеты «B». Когда я вижу фотографии всего этого пластика в наших океанах и когда я слышу об очередной климатической катастрофе в новостях, я реально начинаю удивляться, насколько мы беспечны и безответственны временами. Это не только о нас, это касается всех и не в последнюю очередь наших детей.
Оригинальный текст (англ.)We all live on this planet. No matter who we are or what we do, we all just have this one planet. There is no planet B. When I see the pictures of all the plastic in our oceans and when I hear about the next climate catastrophe in the news, I really start wondering how respectless and irresponsible we sometimes are. It ´s not just about us, it ´s also about all the others and last but not least about our children!
Альбом выпущен AFM Records на нескольких носителях: CD, двойной LP и бокс-сет с CD и диском Blu-Ray, содержащим видеоклипы и дополнительные материалы.
Отзывы на альбом были положительными:
Чудной винегрет из разных стилей, который отделит одних людей, но будет любимым на всю жизнь для других. Высокая музыкальность, блестяще продуманная песенная структура, и это всё каким-то образом работает. Альбом возможно несколько длинный, но на этом этапе его [Диркшнайдера] карьеры, чёрт возьми, так и надо делать!   
Оригинальный текст (англ.)An odd hodge-podge of styles that will divide some people, but will be a lifelong favorite for others. High musicianship, brilliantly thought out song construction, that all somehow manages to work. The album might run a tad long, but at this point in his career, what the hell, go for it!
Критика в основном касалась не общей концепции альбома, а отдельных треков:
Всё становится немного накрученным, когда на Neon Diamond начинает играть неуместный саксофон, а ревущие волынки на Beyond Gravit появляются буквально как гром среди ясного неба, но за исключением придурочной, замешанной на джазе, а местами рэповой Here We Go Again, где всё приходит в полный упадок, музыкальный ландшафт чёткий и последовательный    
Оригинальный текст (англ.)Things get a little convoluted when “Neon Diamond” brings in an out of place saxophone and the blaring bagpipes on “Beyond Gravity” come literally from out of nowhere, but apart from the goofy jazz-infused, occasionally rapping rocker “Here We Go Again” where things take a total nosedive, the musical landscape is strong and consistent.
По состоянию на 25 июля 2020 года альбом вошёл в Top 10 чартов двух стран: Швеции (5 место) и Германии (8 место)

## Список композиций
| №   | Название                                                                 | Длительность |
| --- | ------------------------------------------------------------------------ | ------------ |
| 1.  | «Pandemonium» (Пандемоний)                                               |              |
| 2.  | «We Are One» (Мы — едины)                                                |              |
| 3.  | «Love And Sin» (Любовь и грех)                                           |              |
| 4.  | «Future Is The Reason Why» (Будущее — это причина «почему»)              |              |
| 5.  | «Children Of The World» (Дети мира)                                      |              |
| 6.  | «Blindfold (The Last Defender)» (Повязка на глазах (Последний защитник)) |              |
| 7.  | «Blackout» (Затемнение (инструментал))                                   |              |
| 8.  | «Mother Earth» (Мать-Земля)                                              |              |
| 9.  | «Rebel Town» (Мятежный городок)                                          |              |
| 10. | «Natural Forces» (Природные силы (инструментал))                         |              |
| 11. | «Neon Diamond» (Неоновый алмаз)                                          |              |
| 12. | «Beyond Gravity» (Вне притяжения (инструментал))                         |              |
| 13. | «Here We Go Again» (Вот, всё опять)                                      |              |
| 14. | «We Strike Back» (Мы бьём в ответ)                                       |              |
| 15. | «Beyond Good And Evil» (За пределами добра и зла (инструментал))         |              |

## Участники записи
- Удо Диркшнайдер — вокал
- Андрей Смирнов — гитара
- Фабиан Ди Даммерс — гитара
- Тилен Худрап — бас-гитара
- Свен Диркшнайдер — ударные, бэк-вокал на Here We Go Again
- Мануэла Маркович — вокал на Blindfold (The Last Defender), Neon Diamond и Beyond Good And Evil
- Томас Цоллер — волынка на Beyond Gravity
- Харрисон Янг — фортепиано на Blindfold (The Last Defender)
- Тим Шмитц — саксофон на Neon Diamond
- Das Musikkorps der Bundeswehr